# 39420 Elizabethgaskell
39420 Elizabethgaskell este o planetă minoră (asteroid), cu un diametru de 1,789 km, din centura de asteroizi. A fost descoperită pe 29 septembrie 1973 la Observatorul Palomar de Cornelis Johannes van Houten. 
Obiectul prezintă o orbită caracterizată de o semiaxă mare de 1,961454 UAi, o excentricitate de 0,08, o înclinație de 21,51633 ° în raport cu ecliptica.